# Ананичи (Могилёвская область)
Ананичи (бел. Ананічы) — деревня в Кричевском районе Могилёвской области Беларуси. Входит в состав Бельского сельсовета.

## География
Деревня находится в северо-восточной части Могилёвской области, в пределах Оршанско-Могилёвской равнины, на правом берегу ручья Липовка, к югу от реки Чёрная Натопа, на расстоянии примерно 10 километров (по прямой) к северо-северо-западу (NNW) от Кричева, административного центра района. Абсолютная высота — 166 метров над уровнем моря.

## История
В конце XVIII века деревня входила в состав Мстиславского воеводства Великого княжества Литовского.
Согласно «Списку населенных мест Могилёвской губернии» 1910 года издания населённый пункт входил в состав Ананичского сельского общества Малятичской волости Чериковского уезда Могилёвской губернии. В деревне имелось 60 дворов и проживало 355 человек (180 мужчин и 175 женщин).
27 сентября 2024 года Лобковичский сельсовет Кричевского района Могилёвской области переименован в сельсовет Бельский (бел. Бельскі).

## Население

### Численность
- 2009 год — 5 жителей

### Динамика
- 2009 год — 5 жителей